# Funk (Medienangebot)/Formate

Logo von Funk

Diese Liste beinhaltet die aktuellen und ehemaligen Formate von Funk, dem Online-Medienangebot und Content-Netzwerk von ARD und ZDF.

## Kanäle
| Name                                                   | Beschreibung | Produktion                                                                                                  | Bei funk seit | Bild |
| ------------------------------------------------------ | --- | --- | ------------- | ---- |
| ATLAS                                                  | Wöchentliches Auslandsformat. | Hyperbole Medien GmbH im Auftrag des NDR für funk                                                           | 18.05.2022    |      |
| aufgeklaert                                            | Medizinisch fundierte und humorvolle Aufklärung, zeitgemäß produziert. | | 04.01.2022    |      |
| BRUDI                                                  | „Aufklärungs- und Orientierungsformat“ für jugendliche Männer im Alter von 14–16 Jahren.                                                                                     | KOOPERATIVE BERLIN im Auftrag des ZDF für funk produziert                                                   | 06.12.2021    |      |
| Chris Müller                                           | Videojournalismus auf TikTok und YouTube. | Guter Content UG im Auftrag des ZDF für funk                                                                | 14.03.2023    |      |
| Cinema Strikes Back                                    | Film- und Serienkanal mit Alper Turfan, Jonas Ressel und Marius Stolz (ehem. bei Die Filmfabrik) der sich daneben mitunter auch mit Comics und Filmtheorie auseinandersetzt. | Schattenwolf GmbH im Auftrag des SWR für funk                                                               | 20.01.2018    |      |
| Coldmirror                                             | YouTube-Comedy-Format von Kathrin Fricke. | hr für funk                                                                                                 | 29.09.2016    |      |
| Crisis – Hinter der Front                              | Reportagen und Erklärvideos über aktuelle Kriegs- und Krisengebiete mit Konstantin Flemig.                                                                                   | SWR für funk                                                                                                | 14.06.2022    |      |
| Datteltäter                                            | Satirisches Unterhaltungsformat über muslimisches Leben in Deutschland auf YouTube.                                                                                          | RBB für funk                                                                                                | 21.09.2016    |      |
| deep und deutlich                                      | Interviews mit „Stars und inspirierenden Menschen“ auf YouTube. | NDR in Zusammenarbeit mit funk                                                                              | 26.08.2021    |      |
| Der Dunkle Parabelritter                               | Wöchentliches YouTube-Format zu Diskursen, „die das Land bewegen“. | MDR für Funk                                                                                                | 10.03.2024    |      |
| Der Fall                                               | Das Gesellschafts-Crime Format berichtet journalistisch-investigativ aus Gerichtssälen und von Tatorten.                                                                     | ZDF für funk                                                                                                | 18.05.2021    |      |
| Die andere Frage                                       | journalistisches Reportage-Format auf YouTube mit den Reportern Bo Hyun Kim, Tom Schachtsiek, Raphael Markert und Jakob Rhein.                                               | WDR für funk                                                                                                | 02.05.2024    |      |
| DIE DA OBEN!                                           | Politik-Format auf Facebook und auf YouTube mit Jan Schipmann, Aline Abboud und Victoria Reichelt (Weiterentwicklung aus INFORMR).                                           | Hyperbole Medien GmbH im Auftrag des SWR für funk                                                           | 07.12.2016    |      |
| Die Frage                                              | Presenter-Reportage mit Frank Seibert (ehemals Michael Bartlewski) bei YouTube.                                                                                              | BR für funk                                                                                                 | 05.09.2016    |      |
| dusch.gedanken                                         | Levi Steudler spricht offen über Themen, die junge Erwachsene beschäftigen.                                                                                                  | | 10.10.2022    |      |
| Edeltalk                                               | Unterhaltender Podcast von Kevin Andreas "Papaplatte" Teller und Dominik "Reeze" Reezmann                                                                                    | | 15.12.2024    |      |
| Einfach Fußball                                        | Ein Sammelort für verschiedene Kurz- und Langformate, die den Fußball aus einer breiten Perspektive betrachtet.                                                              | | 03.05.2023    |      |
| EY JAMAL                                               | Satireformat auf TikTok. | Paloma Pictures GmbH in Zusammenarbeit mit der FLOW media company im Auftrag des SWR für funk               | 12.01.2022    |      |
| f.im.chat                                              | Medienkompetenz-Format, welches an Themen anknüpft und diese mit Sketchen, Umfragen und Selbstexperimenten erklärt.                                                          | KiKA in Zusammenarbeit mit funk                                                                             | 12.06.2023    |      |
| follow me.reports                                      | Reportagereihe mit den Reportern Robin Blase, Hannah Kaiser, Aminata Belli und Don Pablo Mulemba auf YouTube, Instagram und Snapchat.                                        | Labo M GmbH im Auftrag des ZDF für funk                                                                     | 10.04.2017    |      |
| Hand Drauf                                             | Infos und Geschichten aus der Deaf Community. | WDR für funk                                                                                                | 18.10.2019    |      |
| Henke's Corner                                         | Moderator Henke empfängt in seinem Interview-Videopodcast bekannte Gesichter aus Pop- und Internetkultur.                                                                    | 1UP Management GmbH im Auftrag der ARD für funk                                                             | 25.10.2023    |      |
| Highperformer Henning                                  | Satirische Videos zu Persönlichkeiten, Unternehmen und Ereignissen aus Wirtschaft und Finanzen.                                                                              | hr für funk                                                                                                 | 27.04.2022    |      |
| HYPECULTURE                                            | Infotainment-Format mit Hintergrundinfos zu aktuellen Trends und Geschehnissen aus der HipHop-Kultur.                                                                        | BANK für funk                                                                                               | 09.06.2022    |      |
| iam.justmyself (zuvor: iam.serafina und i.amjosephina) | Snapchat-Soap mit Lotte (Lea Reinberger), vorher mit Josephina (Viviane Hamm), bis zur 16. Staffel mit Serafina (Franca Bolengo).                                            | BR (Puls) für funk                                                                                          | 01.10.2016    |      |
| Ist Social Media peinlich?                             | Jonas Wuttke setzt sich gemeinsam mit Gäst:innen mit der heutigen Social Media Nutzung auseinander.                                                                          | moonvibe GmbH für funk                                                                                      | 25.01.2023    |      |
| Kinderdisco                                            | Unterhaltungsformat auf TikTok. | ZDF für funk                                                                                                | 04.04.2022    |      |
| Kreuzverhör                                            | Spitzenpolitiker:innen stehen aktuellen Themen Frage und Antwort. | | 30.08.2021    |      |
| Mädelsabende                                           | Feministischer Instagramkanal. | WDR für funk                                                                                                | 23.09.2018    |      |
| Mädelsabende-Podcast                                   | Der Mädelsabend zum Hören. | WDR für funk                                                                                                | 14.07.2021    |      |
| Majanische Gedanken                                    | TikTokerin Maja Watson bietet private Einblicke in ihre Gedanken und ungewöhnlichen Wortschatz.                                                                              | whylder für funk                                                                                            | 18.07.2022    |      |
| MrWissen2go                                            | Wöchentliches Informationsformat über politische und gesellschaftliche Themen mit Mirko Drotschmann.                                                                         | objektiv media GmbH im Auftrag des ZDF in Zusammenarbeit mit funk (seit Juli 2020), vorher MDR/SWR für funk | 08.09.2017    |      |
| NBA Overtime                                           | Instagram-Format über die NBA. | Sportschau / WDR in Zusammenarbeit mit funk                                                                 | 14.12.2020    |      |
| offen un’ ehrlich                                      | Recherche-Format über die neuesten Trends und Fakes mit Marlene Schittenhelm und Robert Hecklau.                                                                             | SR für funk                                                                                                 | 06.09.2016    |      |
| Parshad                                                | Comedy- und Unterhaltungsformat mit Parshad Esmaeili. | 1TAKE FILMS im Auftrag des ZDF für funk                                                                     | 20.06.2021    |      |
| Phil Laude                                             | Comedy- und Unterhaltungsformat mit Phil Laude (bereits von 18. Oktober 2017 bis 3. September 2018 ein funk-Format gewesen).                                                 | SWR für funk                                                                                                | 17.03.2019    |      |
| sag_mal                                                | Host Noah Plank reist an die unterschiedlichsten Orte Deutschlands und Österreichs und stellt dort Jugendlichen Fragen.                                                      | BR für funk                                                                                                 | 07.03.2023    |      |
| SCAMBIT                                                | Podcast/Information zu den Themen Schach, Hype und Millionen | | 30.03.2023    |      |
| smypathisch                                            | satirischer Wochenrückblick auf TikTok mit Marie Lina Smyrek | ARD für funk                                                                                                | 11.04.2022    |      |
| smypathisch – die show                                 | Humoristisches Interviewformat mit Marie Lina Smyrek | btf im Auftrag des ZDF für funk                                                                             | 02.08.2024    |      |
| Sonne, Tod & Sterne                                    | Astrophysikalische Phänomene humorvoll erklärt. | Schorle Productions im Auftrag des SWR                                                                      | 13.04.2023    |      |
| STRG_F                                                 | Wöchentliches Doku-Format. | NDR für funk                                                                                                | 23.11.2017    |      |
| TRU DOKU                                               | Geschichten über verrückte Phänomene und inspirierende Menschen. | DRIVE beta im Auftrag des ZDF in Zusammenarbeit mit funk                                                    | 15.10.2019    |      |
| wahrscheinlich peinlich                                | Aufklärungsformat | MDR für funk                                                                                                | 07.10.2021    |      |
| Was die Woche wichtig war – der funk-Podcast           | Wöchentlicher Rückblick auf alles Wichtige der letzten Woche. | | 24.08.2021    |      |
| Was kostet die Welt?                                   | Wirtschafts-Format | F.A.Z. für funk                                                                                             | 04.05.2023    |      |
| WUMMS                                                  | Sport-Satire-Kanal | NDR / Radio Bremen / ehemals WDR für funk                                                                   | 29.04.2016    |      |
| Your Money                                             | Humoristisches Format zu Geldthemen auf TikTok. | hr für funk                                                                                                 | 06.09.2021    |      |

## Serien
| Name                  | Beschreibung                                                                                              | Produktion                                                                  | Veröffentlichung                 | Bild |
| --------------------- | --- | --------------------------------------------------------------------------- | -------------------------------- | ---- |
| Antarktika            | Comedy-Mystery-Serie in Minecraft von Tim Bergmann.                                                       | UFA Lab und Siebensinne Film                                                | 23.11.2017 bis 8. Februar 2018   |      |
| Boah Bergmann!        | Webserie von Tim Bergmann über seine Geschichten.                                                         | Herr Bergmann in Koproduktion mit Network Movie Film- und Fernsehproduktion | 10.11.2018 bis 6. Februar 2019   |      |
| Country Girls         | Serie über drei junge Frauen und ihr Erwachsenwerden.                                                     | hr                                                                          | 01.12.2017 bis 26. Februar 2018  |      |
| Der Wedding kommt     | Webserie für Facebook.                                                                                    | UFA Lab                                                                     | 30.12.2016 bis 3. Februar 2017   |      |
| DRUCK                 | Deutsche Adaption der norwegischen Erfolgsserie Skam.                                                     | Bantry Bay Productions                                                      | 24.03.2018                       |      |
| Eugen Spanck          | Comedy-Webserie über einen Fitnesscoach.                                                                  | POLLY FILMS GmbH                                                            | 02.04.2019 bis 21. Mai 2019      |      |
| Fashion Future Berlin | Format über den Alltag in einer Berliner Modeschule.                                                      | 8MINUTES UG / Film Deluxe GmbH                                              | 30.10.2018 bis 10. April 2019    |      |
| FEELINGS              | Coming-of-Age-Serie mit Mystery-Charakter.                                                                | Studio Zentral für funk im Auftrag des ZDF                                  | 06.04.2023 bis 8. Mai 2023       |      |
| Finalclash            | 10-teilige, wöchentliche YouTube-Animationsserie von Marik Roeder (darkviktory).                          | darkviktory / gatzke.media UG                                               | 25.11.2016 bis 10. Februar 2017  |      |
| FREAKS                | | Bavaria Entertainment (Ina Eck, Oliver Fuchs)                               | 13.04.2018                       |      |
| Girl Cave             | Coming-of-Age-Webserie über die Mädchen Julija (Fine Kroke), Caro (Maja Lindner) und Zada (Yasmin Slama). | Memofilm                                                                    | 27.05.2017 bis 21. Juli 2017     |      |
| Hit and Run           | Webserie von Lea Becker.                                                                                  | Florian Schneider/Maren Lüthje/Andreas Hörl                                 | 29.12.2017 bis 18. März 2018     |      |
| Klicknapped           | Fiktionale Webserie über einen verrückten Fan und ein getrenntes YouTube-Paar.                            | CURLYPICTURES im Auftrag von Radio Bremen, MDR SPUTNIK und WDR              | 24.10.2018 bis 26. Dezember 2018 |      |
| OFFSCREEN – die Serie | Sila Sahins offenbart ihren Blick auf die Licht- und Schattenseiten der deutschen Show- und Fernsehwelt.  | East End Film GmbH                                                          | 21.12.2017 bis 5. April 2018     |      |
| Patchwork Gangsta     | Dramedy-Serie über einen Spießer, der auf einen Gangsta-Rapper und einen kriminellen Clan trifft.         | SWR                                                                         | 19.03.2019 bis 19. Juni 2019     |      |
| Projekt:Horizont      | Junge Erwachsene besteigen gemeinsam den Kilimandscharo.                                                  | TACSY GmbH/Casbaah Production                                               | 20.09.2018 bis 20. Dezember 2018 |      |
| StarStarSpace         | Animierte Webserie von Kathrin Fricke (Coldmirror).                                                       | HR/WDR                                                                      | 29.09.2016                       |      |
| Straight Family       | Web Drama                                                                                                 | Deutsche Film- und Fernsehakademie Berlin (DFFB)                            | 11.09.2018                       |      |
| Superpolypsycholum    | Wöchentliche, animierte Webserie von Maurice van Brast.                                                   | Happy Asylum Entertainment GmbH                                             | 09.12.2016 bis 7. Juli 2017      |      |
| Threesome             | Beziehungsgeschichte um Menschen, die aus ihrem sorglosen Partyleben ins Erwachsensein stürzen.           | WDR                                                                         | 09.11.2017                       |      |
| True Demon            | Mystery-Webserie auf YouTube und Instagram.                                                               | Chinzilla Films im Auftrag von 1LIVE/WDR für funk                           | 27.06.2019                       |      |
| Wishlist              | 22-teilige Web-Mystery-Serie.                                                                             | Outside the Club                                                            | 26.10.2016 bis 12. April 2018    |      |
| World of Wolfram      | Webserie mit Daniel Zillmann, Nathalie Lucia Hahnen, Maike Jüttendonk und Paul Pötsch.                    | eitelsonnenschein                                                           | 07.10.2016 bis 9. Dezember 2016  |      |

## Weitere Formate
| Name | Beschreibung                                  | Produktion                         | Veröffentlichung |
| ---- | --------------------------------------------- | ---------------------------------- | ---------------- |
| WACH | Spielfilm des deutschen Regisseurs Kim Frank. | Kim Frank Produktion GmbH für funk | 17.08.2018       |

## Ehemalige Formate
| Name                                             | Beschreibung | Produktion | von         | bis        | Bild          |
| ------------------------------------------------ | --- | --- | ----------- | ---------- | ------------- |
| $AFE (zuvor: Pocket Money)                       | Alltagsthemen mit Finanzbezug. | i&uTV und Hyperbole im Auftrag von funk                                                                                      | 08.05.2019  | 22.09.2023 |               |
| 100percentme                                     | Behinderte Sportler zeigen auf YouTube ihre Probleme auf. | VICE Media GmbH | 09.04.2019  | 01.01.2020 |               |
| 1080 Nerd Scope                                  | Wöchentliches Gaming-Format mit Florian Mundt (LeFloid), Max Krüger (Frodoapparat) und Robin Blase (RobBubble).                                                                                 | Meimberg GmbH | 01.08.2015  | 2017       |               |
| Auf einen Kaffee mit Moritz Neumeier             | Wöchentliches Informationsformat mit Moritz Neumeier. | RBB | 01.10.2016  | 30.04.2019 |               |
| Auf Klo                                          | Talkformat auf YouTube, Instagram und TikTok mit Maria Popov, Lisa Sophie Laurent und Sarah (ehemals Eda Vendetta und Mai Thi Nguyen-Kim).                                                      | KOOPERATIVE BERLIN im Auftrag des SWR für funk                                                                               | 29.09.2016  | 14.05.2024 |               |
| AUFBRUCH                                         | AUFBRUCH erzählt persönliche Geschichten von jungen Erwachsenen, die ihr Leben verändern und Probleme aktiv angehen möchten, nachdem sie auf „die schiefe Bahn“ geraten sind                    | | 12.01.2023  | 25.06.2023 |               |
| Aurel                                            | Sitcom auf Instagram mit Comedian Aurel Mertz. | Steinberger Silberstein GmbH im Auftrag des ZDF für funk                                                                     | 07.08.2019  | 01.01.2022 |               |
| Alles Liebe, Annette                             | Dramedy-Serie über das Leben von Annette (Barbara Prakopenka) in Form von Vlogs. | Bastei Media / MDR Sputnik                                                                                                   | 07.11.2016  | 31.07.2017 |               |
| alwaysxcaro                                      | YouTube-, Instagram- und TikTok-Kanal mit Videos, die sich um Serien, Filme und seltener um Bücher drehen.                                                                                      | whylder im Auftrag des SWR für funk                                                                                          | 06.08.2018  | 31.01.2023 |               |
| B.A.                                             | Wöchentliches Comedy- und Musik-Format mit Barış aka B.A. | B.A. / United Creators PMB GmbH                                                                                              | 01.10.2016  |            |               |
| Babystories                                      | Schwangerschaftsformat mit Hebamme Catharina zum Thema Schwangerschaft. | hr | 19.08.2019  | 05.03.2020 |               |
| Blaulichtkanal                                   | Format mit dem Themenschwerpunkt Rettungsdienst und Feuerwehr. | HitchOn | 01.10.2019  | 13.12.2020 |               |
| Bongo Boulevard                                  | Zweiwöchentliches Musik-Format mit Marti Fischer (theclavinover) und Marie Meimberg. | Meimberg GmbH | 09.09.2016  | 29.05.2019 |               |
| BROADCAST MY ASS                                 | Satirische Zeichentrickserie im Animated-Sitcom-Format. | darkviktory studios GmbH | 03.11.2019  | 31.12.2020 |               |
| Browser Ballett                                  | Satire-Format mit Christian Brandes und weiteren Comedy-Autoren auf Facebook, Instagram und YouTube.                                                                                            | Steinberger Silberstein GmbH im Auftrag des NDR für funk                                                                     | 15.06.2016  | 01.04.2022 |               |
| Bubbles                                          | Bekannte YouTuber beantworten für Jugendliche relevante Fragen. | hr | 23.08.2017  | 07.03.2021 |               |
| Chili Chopstickz                                 | Videos über Videoeffekte zur Unterhaltung mit Creator Chon-Dat Nguyen. | funk | 09.06.2017  | 21.07.2017 |               |
| Das schaffst du nie!                             | Unterhaltungs-Videos mit Ariane Alter, Sebastian Meinberg, Marc Seibold. | BR (Puls) für funk | 23.05.2017  | 08.02.2024 |               |
| Die Binge Boys                                   | Serien Podcast mit Max Nachtsheim und Dominik Hammes. | Max Nachtsheim und Dominik Hammes                                                                                            | 17.11.2016  | 17.08.2017 |               |
| Der Fall                                         | Gesellschafts-Crime-Format auf YouTube. | EIKON Nord GmbH im Auftrag des ZDF für funk                                                                                  | 18.05.2021  | 15.05.2022 |               |
| Der Umschlag                                     | Podcast | YOU FM | 02.01.2018  |            |               |
| Deso – Der Rapper, der zum IS ging               | Dokumentar-Podcast-Serie über Denis Cuspert alias Deso Dogg | ACB Stories und Qzeng Productions im Auftrag des WDR für funk                                                                | 24.03.2022  | 21.04.2022 |               |
| Deutschland3000                                  | Wöchentliches Informationsformat – hauptsächlich zu innenpolitischen Themen – mit Eva Schulz (bei Facebook, YouTube und Instagram).                                                             | Labo M GmbH im Auftrag des SWR für funk                                                                                      | 06.06.2017  | 07.08.2022 |               |
| Deutschland3000 – ’ne gute Stunde mit Eva Schulz | Der Podcast zu Deutschland3000 mit Eva Schulz. | funk und die jungen Radioprogramme der ARD (1LIVE, Bremen NEXT, DASDING, Fritz, MDR Sputnik, N-JOY, PULS, YOU FM, UNSERDING) | 22.04.2019  | 28.06.2023 |               |
| die wohngemeinschaft                             | Nachfolgesendung von „Die Jungs-WG“ und „Die Mädchen-WG“. | E+U TV im Auftrag des ZDF für funk                                                                                           | 09.05.2018  | 10.09.2019 |               |
| dimxoo                                           | Videoblog rund um das Thema DIY (Do It Yourself). | | 05.08.2018  | 27.12.2020 |               |
| Dinge Erklärt – Kurzgesagt                       | Zweiwöchentliches Bildungsformat mit wissenschaftlichen Themen auf Deutsch. Der englische Hauptkanal war kein Teil von funk.                                                                    | Kurzgesagt im Auftrag des ZDF für funk                                                                                       | 28.09.2017  | 31.12.2022 |               |
| Doppelpunkt                                      | Sophia und Jana Münster teilen ihre Leselust auf Instagram. | Y-Media im Auftrag des ZDF für funk                                                                                          | 26.11.2018  | 03.01.2021 |               |
| Dr. Flojo                                        | Wissenschaftskommunikation mit Medizinbezug. | gatzke.media GmbH | 15.07.2020  | 06.01.2021 |               |
| Einigkeit & Rap & Freiheit                       | Hubertus Koch beschäftigt sich mit Deutschrap, Politik, Kunst und Identität. | Sendefähig GmbH / Radio Bremen                                                                                               | 03.10.2018  | 20.06.2019 |               |
| Fang an zu leben                                 | Monatliches Unterhaltungsformat mit Dillan White. | HitchOn GmbH | 01.10.2016  | 17.04.2017 |               |
| Fickt euch!                                      | Informationsformat über Sexualität mit Kristina Weitkamp. | MDR | 09.09.2016  | 19.12.2017 |               |
| flowingbody                                      | Instagramkanal rund um Yoga. | | 18.02.2019  | 19.07.2020 |               |
| Franziska Schreiber                              | Meinungs- und Informations-Format über das Zeitgeschehen mit Franziska Schreiber auf YouTube.                                                                                                   | objektiv media | 14.03.2019  | 20.08.2020 |               |
| Frei.willig.weg                                  | Reiseblog. Manniac begleitet zwei junge Leute in ihrem FSJ durch Kamerun und Paraguay. | funk, evangelische und katholische Rundfunkarbeit                                                                            | 09.10.2016  | 07.07.2017 |               |
| funk.life                                        | Real-Life-Events von funk. | ARD-Jugendradios |             |            |               |
| funk Politik                                     | Der funk Politik-Hub besteht aus einer Facebook-Seite, die Politikinhalte aus dem funk-Netzwerk kuratiert bzw. umkonfektioniert und zusätzlich eigene Videos aus Archivmaterial veröffentlicht. | DRIVE beta GmbH | 08.10.2018  | 30.06.2020 |               |
| Game Two                                         | Wöchentliche Gaming- und Talkshow auf YouTube: Spiele-Reviews, Live-Diskussionen u.v.m. mit Witz und kritischen Analysen der Rocket Beans.                                                      | Rocket Beans Entertainment GmbH im Auftrag des ZDF in Zusammenarbeit mit funk                                                | 18.11.2016  | 21.04.2023 | Game Two logo |
| Germania                                         | Wöchentliches Unterhaltungs- und Informationsformat zum Thema Migration. | Hyperbole Medien GmbH im Auftrag des ZDF                                                                                     | 05.09.2016  | 17.03.2021 |               |
| Glanz&Natur                                      | Instagram-Kanal, der Informationen über Beauty-, Make-up-Trends und Pflegeprodukte liefert. | WDR für funk | 19.11.2018  | 30.04.2024 |               |
| goergy                                           | Instagram-Kanal der den Alltag und die Arbeiten eines Hobbyfotografen zeigt. | whylder GmbH | 01.12.2018  | 15.05.2020 |               |
| Gute Arbeit Originals                            | Comedy-Format mit Florentin Will und Katjana Gerz. | btf GmbH | 10.08.2016  | 27.12.2017 |               |
| Gute Nacht, Alter!                               | Late-Night-Format mit Ariane Alter. | Superfilm Filmproduktions GmbH                                                                                               | 04.02.2020  | 30.07.2020 |               |
| Guten Morgen, Internet!                          | Morningshow mit Kelly Svirakova (KellyMissesVlog) und Frederik (Sturmwaffel). | Studio 71 GmbH | 01.09.2016  | 21.03.2019 |               |
| HackMe!                                          | Schritt für Schritt Erklärungen von banalen Erfindungen auf Snapchat. | RBB im Auftrag für funk | 23.09.2019  | 11.2021    |               |
| hochkant                                         | Tägliches Nachrichtenformat für Snapchat mit Florian Prokop. | RBB | 23.09.2016  |            |               |
| How to Deutschland                               | Dreisprachiges Informationsangebot auf Instagram, welches sich an junge ukrainische Flüchtlinge und Menschen, die ihnen helfen wollen, richtet.                                                 | Skip Intro im Auftrag des SWR für funk                                                                                       | 16.03.2022  | 30.06.2022 |               |
| How to Music                                     | Wöchentliches Format, das junge Nachwuchsmusiker begleitet. | United Creators PMB GmbH | 21.06.2017  |            |               |
| Hundert Hektar Heimat                            | Landwirtschaftsformat mit besonderem Augenmerk auf das Thema Heimat. | DRIVE beta im Auftrag des MDR für funk                                                                                       | 12.08.2021  | 31.12.2023 |               |
| iam.meyra                                        | Snapchat-Soap mit meyra (Melis Cölkusu), Spin-off von iam.josephina. | BR | 25.11.2019  |            |               |
| INFORMR                                          | Debattenformat mit wöchentlich wechselnden politischen Thema. | Hyperbole Medien GmbH/MDR Sputnik                                                                                            | 16.11.2016  | 21.12.2018 |               |
| iss bunter                                       | Vielfalt auf dem Teller. Rezepte, Kochanleitungen und viele Informationen rund um gutes Essen mit Mirja Glatz auf Instagram.                                                                    | GLATZ MEDIA GmbH | 01.12.2018  | 06.12.2019 |               |
| Jäger & Sammler                                  | Gesellschaftskritisches Format auf Facebook, Twitter und YouTube. | UFA X im Auftrag des ZDF für funk                                                                                            | 12.09.2016  | 31.12.2019 |               |
| janasdiary                                       | Parodiertes Beauty-, Lifestyle- und Fashion-Format mit Jana Walter. | HitchOn GmbH | 01.10.2016  | 30.11.2017 |               |
| Kanzlercheck                                     | Live-Interviews zur Bundestagswahl 2017 mit Angela Merkel und Martin Schulz. | ARD-Jugendradios |             | 2017       |               |
| Karakaya Talk                                    | Wöchentliche Talkshow mit Esra Karakaya über verschiedene Themen. | Labo M | 15.11.2019  | 15.05.2020 |               |
| Kickbox                                          | | Sidekick Media GbR | 06.09.2016  | 20.12.2018 |               |
| King of Westberg                                 | Unterhaltungsformat mit Joon Kim. | Endemol Shine Beyond | 07.04.2017  | 09.06.2017 |               |
| Kliemannsland                                    | Handwerker-/DIY-Show mit Fynn Kliemann auf YouTube. | Cineteam Hannover GmbH | 06.04.2016  | 31.07.2020 |               |
| Koch ma!                                         | Unterhaltungsformat mit Zora Klipp rund um das Thema Kochen mit regionalen Produkten. | Cineteam Hannover GmbH | 26.09.2017  |            |               |
| Komplett Verwirrt                                | Podcast über Teenagerprobleme. | ARD | 14.08.2020  | 31.07.2021 |               |
| Kopfstimme                                       | Musikalisches Satireformat auf YouTube, Instagram und TikTok. | SWR für funk | 18.03.2019  | 07.03.2022 |               |
| Korner                                           | Hip-Hop-Kultur-Kanal in Zusammenarbeit mit 16Bars. | Redframe GmbH im Auftrag des ZDF                                                                                             | 14.01.2019  | 16.10.2019 |               |
| Kostas Kind                                      | Unterhaltungsformat mit Kostas Weiß. | HitchOn GmbH | 01.10.2016  | 01.01.2020 |               |
| Leeroy will’s wissen!                            | Interviewformat auf YouTube mit Leeroy Matata. | CLM Create Live Media GmbH im Auftrag des SWR für funk                                                                       | 15.09.2020  | 05.04.2023 |               |
| LiDiRo                                           | | ARD | 2016        | 11.2021    |               |
| littlerebelle                                    | Lifestyle-Instagramkanal über Filmmaking und Tanzen. | whylder GmbH | 07.01.2019  | 17.05.2020 |               |
| Living the healthy Choice                        | Service-Format über gesunde Ernährung mit Pauline Bossdorf. | MDR | 29.09.2016  | 30.06.2017 |               |
| Lösch dich!                                      | Dokumentation über Hass im Internet. | KOOPERATIVE BERLIN | 26.04.2018  | 04.05.2018 |               |
| maiLab (zuvor: schönschlau)                      | Infotainment-Format mit Wissenschaftsjournalismus von Mai Thi Nguyen-Kim. | SWR für funk | 01.10.2016  | 13.04.2023 |               |
| Männerkitsch                                     | Format zum Thema „Männlichkeit“. | Zentrale ARD/ZDF | Anfang 2021 | 11.2021    |               |
| Manu Thiele                                      | Sportjournalismus über Fußball mit Manu Thiele auf YouTube. | KG Media Factory GmbH im Auftrag des ZDF in Zusammenarbeit mit funk                                                          | 15.06.2018  | 01.08.2022 |               |
| Mahlzeit!                                        | Podcast mit Philipp Laude und Pesh Ramin. | | 20.11.2019  | 25.03.2020 |               |
| Mordlust                                         | True-Crime-Podcast mit Laura Wohler und Paulina Krasa. | Partners in Crime im Auftrag des ZDF für funk                                                                                | 01.01.2019  | 22.12.2021 |               |
| Move2                                            | TikTok-Kanal mit Choreografien zum Nachtanzen. | Mediakraft | 04.11.2018  | 05.03.2020 |               |
| MrWissen2go Geschichte                           | Nachhilfe-Format mit Mirko Drotschmann (ehemals musstewissen Geschichte). | objektiv media GmbH im Auftrag des ZDF in Zusammenarbeit mit funk                                                            | 23.09.2016  | 31.12.2022 |               |
| musstewissen Chemie                              | Nachhilfe-Format mit Mai Thi Nguyen-Kim. | ZDF Digital Medienproduktion GmbH                                                                                            | 23.09.2016  | 17.01.2018 |               |
| musstewissen Deutsch                             | Nachhilfe-Format mit Lisa Ruhfus. | ZDF Digital Medienproduktion GmbH                                                                                            | 23.09.2016  | 31.01.2019 |               |
| musstewissen Mathe                               | Nachhilfe-Format mit Nicole Valenzuela und Mai Thi Nguyen-Kim. | ZDF Digital Medienproduktion GmbH                                                                                            | 23.09.2016  | 25.04.2018 |               |
| musstewissen Physik                              | Nachhilfe-Format mit Simon Weßel-Therhorn und Eduard Flemmer. | ZDF Digital Medienproduktion GmbH                                                                                            | 23.09.2016  | 29.09.2017 |               |
| Mynoupa                                          | Persönlicher Videoblog. | | 03.09.2018  | 24.02.2020 |               |
| Nisi156                                          | Instagramkanal mit Lifestyle-Content und Comedy. | | 01.12.2018  | 03.11.2019 |               |
| Novi Bot                                         | Nachrichten Chatbot für Facebook Messenger, Telegram und Skype. | ARD | 01.10.2016  | 31.12.2018 |               |
| OKAY                                             | LGBTQ+ Format | MDR | 08.10.2018  | 28.03.2021 |               |
| Ozon                                             | Instagram-Format über Umweltschutz und Nachhaltigkeit mit Pia Kraftfutter, Fabian Grischkat und Violetta Verissimo.                                                                             | We Are Era | 08.04.2019  | 29.04.2021 |               |
| plan&los                                         | Unterhaltendes Service- und Verbraucher-Format, um Jugendlichen die Themen der Erwachsenenwelt zu erklären, mit Jonas, Vanessa und Lisa Sophie Laurent.                                         | Studio71 GmbH | 25.08.2017  | 25.10.2018 |               |
| PlusPlusPlus                                     | Schnittkunst-Videos mit Ironie und Sarkasmus zu Themen aus Gesellschaft, Politik und Naturwissenschaften.                                                                                       | | 18.07.2018  | 12.07.2020 |               |
| Pop Date                                         | Tägliches Unterhaltungs- und Gossip-Format mit Laura Dahm, Freddie Schürheck, Adrian Pflug und Marcel Emmel.                                                                                    | WDR | 01.10.2016  | 30.06.2017 |               |
| Problemzone                                      | Call-In-Liveshow mit Visa Vie. | RBB / Streamwerke GmbH | 17.11.2016  |            |               |
| Projekt 150                                      | Reportage über das Abnehmen. | | 11.11.2017  | 13.08.2018 |               |
| psychologeek                                     | Psychologie wissenschaftlich und unterhaltsam erklärt mit Riccardo Frink und Urooba Aslam (ehemals Pia Kabitzsch).                                                                              | SWR für funk | 20.03.2020  | 05.03.2024 |               |
| Rayk Anders                                      | Wöchentliches Informationsformat mit Rayk Anders über politische Themen. | | 01.10.2016  | 31.12.2019 |               |
| Rebecca Gubitzer                                 | Comedy-YouTube-Kanal. | | 23.11.2018  | 30.11.2019 |               |
| reporter                                         | Wöchentliches Doku- und Reportageformat auf YouTube und Facebook. | WDR für funk | 10.04.2018  | 31.12.2023 |               |
| represent                                        | Politikformat mit Analysen der Entscheidungen des Bundestags. | Zeit Online | 22.01.2020  | 08.04.2021 |               |
| Rewind                                           | Informationskanal auf Instagram über Konsum, Werbung, Produktinhalte. | Telemichel Produktionsgesellschaft mbH im Auftrag des WDR                                                                    | 01.12.2018  | 01.07.2019 |               |
| Same                                             | Memeformat | RBB | 15.04.2019  | 16.04.2020 |               |
| Saunaclub Susanne                                | Unterhaltungs-Podcast von Dennis und Benni Wolter. | TWIN.TV GmbH im Auftrag des hr für funk                                                                                      | 06.05.2021  | 15.09.2022 |               |
| Schuld & Sühne                                   | True Crime Videoformat mit den Macherinnen des Mordlust Podcasts. | Sendefähig GmbH im Auftrag des ZDF für funk                                                                                  | 23.06.2021  | 10.11.2021 |               |
| Schruppert                                       | Unterhaltungschannel auf YouTube zu Themen wie Musikfestivals. | | 06.06.2018  | 09.02.2020 |               |
| Shapira Shapira                                  | Comedy-Format mit Shahak Shapira. | ZDF, Hyperbole Medien, b.vision Media                                                                                        | 26.02.2019  | 12.12.2019 |               |
| Sick of Silence (Kanal: Borderline)              | Informationsformat über Gewalt, Mobbing und psychische Erkrankungen. | funk | 06.04.2018  |            |               |
| Simon Will (zuvor: Junggesellen)                 | Wöchentliches Unterhaltungsformat mit Simon Will. | United Creators PMB GmbH | 01.10.2016  | 18.11.2018 |               |
| Simplicissimus                                   | Wöchentliche Video-Essays. | SWR für funk | 06.10.2019  | 15.05.2022 |               |
| Softie                                           | Queerfeministischer Instagram- und Facebookkanal. | KOOPERATIVE BERLIN | 22.11.2018  | 26.12.2019 |               |
| So Many Tabs                                     | Aufklärungsformat über den digitalen Alltag. | Richtig Cool GmbH im Auftrag des ZDF für funk                                                                                | 12.10.2020  | 04.07.2022 |               |
| Sosopremely                                      | Lifesyle-Instagramkanal über die K- und C-Popszene. | ARD | 20.07.2020  | 04.04.2021 |               |
| SPICY                                            | Sketch-Comedy auf TikTok. | We Are Era | 16.12.2019  | 03.05.2021 |               |
| Stories                                          | wöchentliches Podcastformat. | WDR | 16.09.2018  | 31.12.2019 |               |
| Sounds Of                                        | Musikformat mit Nisse Ingwersen. | Kliemannsland GmbH im Auftrag des ZDF für funk                                                                               | 07.11.2019  | 15.02.2022 |               |
| Talk ohne Gast                                   | Podcast mit Till Reiners und Moritz Neumeier. | RBB Fritz | 18.05.2017  | 02.11.2017 |               |
| Tatort – Die Show                                | Wöchentliche Livesendung nach dem Tatort, mit Daniel Boschmann oder Jess Lange. | HR/WDR | 01.10.2016  | 21.03.2017 |               |
| Team Playground                                  | Actionsport-Format | BR | 05.09.2016  | 30.11.2017 |               |
| Terri Belles                                     | Mode-Format auf Instagram. | Hyperbole TV im Auftrag des ZDF                                                                                              | 11.02.2019  | 10.06.2019 |               |
| Theo Translucent                                 | Orientierungsformat rund um Beauty und Make-Up. | | 05.10.2020  | 03.01.2021 |               |
| Tourettikette                                    | Service-Format über Stil und Etikette mit Bijan Kaffenberger. | Hyperbole Medien GmbH | 04.05.2016  | 08.05.2017 |               |
| TRUSTORY                                         | Comic-Format | vydy.tv | 28.10.2016  | 06.2017    |               |
| UNLOCK                                           | Format zu den Themen Beziehung und Sexualität. | WDR COSMO für funk | 03.09.2021  | 11.02.2022 |               |
| ultraviolett stories                             | | HER Produktion GmbH im Auftrag des ZDF für funk                                                                              | 24.11.2021  | 30.05.2023 |               |
| unmuted                                          | Podcast über E-Sports | WDR | 06.12.2019  | 01.03.2021 |               |
| vibes. Hugs & Hypes                              | Unterhaltungsformat über Prominews mit den Hosts Sonny Loops, Simon Will und Jessabelle Kiko | Endemol Shine Beyond | 03.04.2019  | 29.12.2019 |               |
| Walulis                                          | Medienkritisches Format mit Philipp Walulis auf YouTube. | SWR | 16.11.2016  | 31.08.2020 |               |
| Walulis Daily                                    | Satirisch aufgearbeitetes Nachrichtenformat zu aktuellen Themen mit Hörfunk- und Fernsehmoderator Philipp Walulis.                                                                              | Enrico Pallazzo Medienmanufaktur im Auftrag des SWR für funk                                                                 | 29.08.2019  | 31.05.2023 |               |
| Was mit Fabian                                   | Infotainment-Format mit Fabian Nolte (Dailyknödel). | Radio Bremen | 29.02.2016  | 10.12.2017 |               |
| WEIL ISSO                                        | Rant-Format auf Snapchat. | Enrico Pallazzo Medienmanufaktur UG                                                                                          | 15.05.2018  | 30.04.2019 |               |
| World Wide Wohnzimmer                            | Comedy-Videos über YouTube mit Dennis und Benni Wolter. | TWIN.TV GmbH im Auftrag des hr für funk                                                                                      | 15.01.2017  | 17.07.2024 |               |
| Y-Kollektiv                                      | Wöchentliches Doku- und Reportageformat. | Wöchentliches Doku- und Reportageformat.                                                                                     | 01.10.2016  | 14.07.2023 |               |
| Yeboahs Vlogs                                    | YouTuber Yeboah erzählt auf seinem Kanal von seinen Erfahrungen. | HitchOn im Auftrag des SWR für funk                                                                                          | 15.12.2018  | 31.01.2022 |               |
| Ypsilon                                          | Einblick in den Alltag blinder Personen. | | 05.08.2020  | 28.10.2020 |               |
| Zeitkapsel                                       | Podcast mit Zeitzeugin Irene Butter und vier weiblichen Schülern über das Leben während des Holocausts.                                                                                         | NDR in Zusammenarbeit mit funk                                                                                               | 29.03.2022  | 17.05.2022 |               |
| Zimmer in the making                             | Wöchentliches DIY-Format. | Richtig Cool GmbH | 04.12.2019  | 06.09.2020 |               |
| Zum goldenen V                                   | Gesprächsformat mit Visa Vie über Hip-Hop. | | 16.07.2017  | 02.04.2018 |               |
| zweifelsfrei.                                    | Informationsformat mit Schwerpunkt auf Statistiken. | Schattenwolf GmbH für funk                                                                                                   | 23.03.2022  | 29.03.2023 |               |
| #lovemilla                                       | 5-minütige Comedy-Webserie. | YLE/BR | 29.11.2016  | 14.02.2017 |               |
| #omg                                             | Sketch-Comedy mit Philipp Laude, Matthias Roll und Constanze Behrends. | Bavaria Entertainment | 10.12.2016  | 28.01.2018 |               |

## Lizenzserien
| Name                    | Beschreibung      | Produktion                                                           |
| ----------------------- | ----------------- | -------------------------------------------------------------------- |
| 4 Blocks                | Dramaserie        | TNT Serie                                                            |
| Banana                  | Comedy/Dramaserie | Red Production Company for E4 / BBC Worldwide                        |
| Class                   | Sci-Fi-Serie      | BBC                                                                  |
| Doctor Who              | Sci-Fi-Serie      | BBC                                                                  |
| Fargo                   | Thriller/Krimi    | 26 Keys Productions / The Littlefield Company / FX Productions / MGM |
| Hoff the Record         | Mockumentary      | Me & You Productions / BBC Worldwide                                 |
| Jung & vielversprechend | Dramaserie        | NRK/APC/Monster                                                      |
| Orange is the new Black | Dramedy-Serie     | Netflix                                                              |
| Uncle                   | Dramaserie        | BBC                                                                  |
| The Aliens              | Sci-Fi-Serie      | Clerkenwell Films / BBC Worldwide                                    |
| The Job Lot             | Comedy-Serie      | Big Talk Productions / ITV                                           |
| Torchwood               | Sci-Fi-Serie      | BBC                                                                  |
| Twentysomething         | Komödie           | High Wire Films / Australian Broadcasting Corporation                |